# Ateneo Leonés
Ateneo Leonés  es una institución cultural fundada en 2012 como una iniciativa para potenciar, proteger y divulgar la cultura, tradiciones, folcklore, etc. referentes a la provincia de León. Uno de los vehículos que utiliza para lograr estos objetivos es la famosa revista que bajo el mismo nombre se publica desde 2014.

## Reseña biográfica
El Ateneo Leonés es inscrita en el registro de asociaciones sin ánimo de lucro en el año 2012. Fue creada para potenciar, proteger y divulgar la cultura, tradiciones, folcklore, etc. de la provincia de León. Para lograr estos fines, en el año 2014 su presidente, Jorge de Juan Fernández, funda la revista Ateneo Leonés. Una publicación de carácter científico que reúne en sus páginas una miscelánea de estudios sobre temática leonesa. La periodicidad de dicha publicación es anual, con más de 200 páginas en cada número, y varias indexaciones que la han convertido en una revista de gran aceptación en el mundo de la cultura leonesa, siendo recibida en más de medio centenar de bibliotecas. Asimismo, en 2014 Jorge de Juan creaba el Instituto de Investigación y Estudios Leoneses "González de Lama" como un órgano dependiente del Ateneo Leonés pero con un carácter más especializado. Sus integrantes se caracterizan por tener estudios superiores y adquirir el compromiso de realizar un publicación en la revista, al menos cada cinco años. Este organismo ha puesto en marcha iniciativas destacables como la colección bibliográfica "Cosinas de León" que tiene como fin publicar libros monográficos sobre temas leoneses. 